# 堅地屋清兵衛
堅地屋清兵衛（かたぢやせいべえ）は江戸時代前期 - 昭和初期まで京都で活動していた塗師の名跡。松尾流の塗師といわれる。略号「堅清」。
江戸前期から中期に活動した人物については、京都の烏丸押小路通車屋町西北角（現在の京都市中京区西押小路町106付近）にいたという説と室町椹木町上（今日の室町通と椹木町通が交わる辺り）にいたという説とがある。
「押小路通車屋町」の記載がある箱書も多く現存している。
寛永16年（1639年）、堅地屋清兵衛の次男が松江藩の求めに応じ出仕し、松江藩塗師棟梁を仰せつかり、小島清兵衛を名乗る。のちに五代目の小島清兵衛が時の松江藩主松平不昧より漆壺斎の号を賜る。